# Orli Znojmo
Le Orli Znojmo est un club de hockey sur glace de Znojmo, en République tchèque. Il évolue dans la 2. liga, troisième échelon tchèque.

## Historique
Le club est créé en 1933 sous le nom de TJ Sokol Znojmo. Il a changé plusieurs fois de nom au cours de son histoire:
- Avant 1994 : SK Agropodnik Znojmo (SK Znojemští Orli)
- 1994 : HC Excalibur Znojemští Orli
- 2002 : HC JME Znojemští Orli
- 2005 : HC Znojemští Orli

## Palmarès
- Vainqueur de la 1.liga : 1998, 1999.